# Hélder Ferreira
Hélder Fernandes Ferreira, nascido em 15 de fevereiro de 1991 em Barcelos, é um ciclista português.

## Biografia
Durante a temporada de 2013, Hélder Ferreira evolui nas fileiras da equipa aficionada Maia-Bicicletas Andrade. Começando em setembro, toma o segundo lugar da prova chronometrada do Grande Prêmio da Cidade de Vigo, unicamente avançado pelo espanhol Ángel Vallejo.
Resulta corredor profissional em 2014, nas fileiras do equipa continental portuguesa Efapel-Glassdrive. Disputa assim várias competições com a sua nova formação na Espanha, na Volta a Múrcia (67.º), a Klasika Pimavera (50.º) e o Volta de Castela e Leão (26.º). Apresenta-se igualmente à saída do Troféu Joaquim-Agostinho e da Volta a Portugal, a mais de conhecida competição ciclista do país, à cada vez num papel de jogador para os seus líderes. Por sua vez, Hélder Ferreira adjudica-se o maillot de melhor escalador da Volta da Barraida, uma carreira do calendário nacional português.
Em 2017, é contratado pela equipa Louletano-Hospital de Loulé.

## Palmarés
- 2007
  - 2.º do Campeonato de Portugal da contrarrelógio cadetes
  - 3.º do Campeonato de Portugal em estrada cadetes
- 2009
  - 2.º do Campeonato de Portugal em estrada juniores
- 2013
  - 2.º do Grande Prêmio da Cidade de Vigo II